# 邱吉爾縣
邱吉爾縣是美国内华达州中西部的一個縣，面積13,010平方公里。根據2020年美國人口普查，本縣共有人口25,516人。本縣縣治為法倫。
當地有自己的電話公司丘吉爾縣通信（Churchill County Communications），並且也是性交易合法化的郡份。

## 歷史

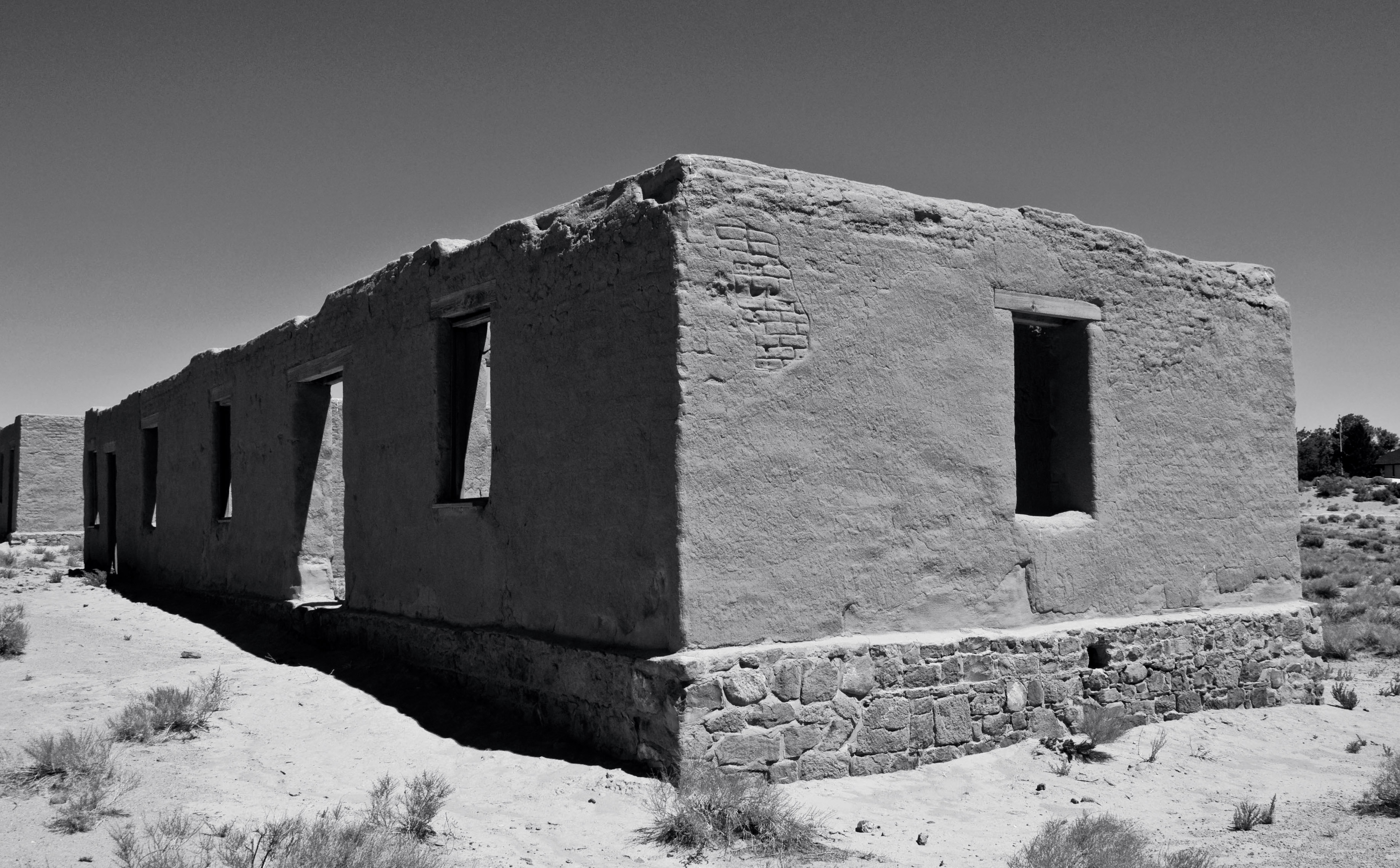
丘吉爾堡遺跡

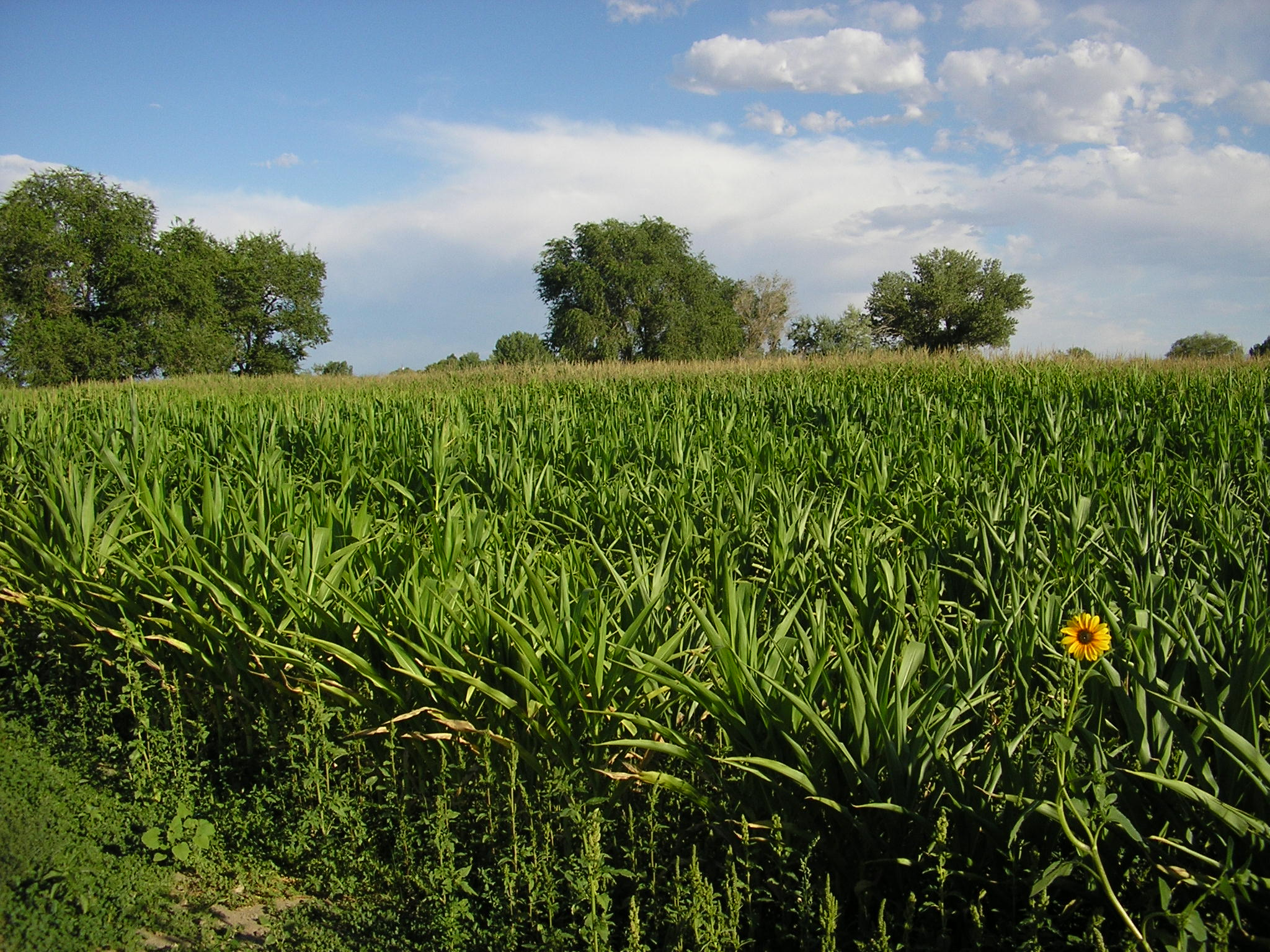
位於縣治法倫內的玉米田

邱吉爾縣成立於1861年，其縣名乃取自丘吉爾堡。而丘吉爾堡則取名自美墨戰爭英雄西爾維斯特·邱吉爾。具諷刺意味的是，後來邱吉爾縣在割讓土地予萊昂縣時，連同丘吉爾堡也割予萊昂縣。邱吉爾縣在1864年前都不獲政府承認。另外，邱吉爾縣最早的縣治巴克蘭茲（Bucklands，1861年至1864年）亦於後來被割予萊昂縣。於1846年，邱吉爾縣的縣治遷往拉普拉塔（La Plata）。四年後，縣治遷往斯蒂爾沃特。而現今的縣治法倫是於1904年成為縣治的。

## 地理
根據2020年美國人口普查，邱吉爾縣的總面積為5,024平方英里（13,010平方），其中有4,930平方英里（12,800平方），即98.12%為陸地；94平方英里（240平方），即1.88%為水域。本縣既是內華達州面積第十大的縣份，亦是美國面積第63大的縣份。

### 毗鄰縣
因為邱吉爾縣位於內華達州中部，因此所有毗鄰縣皆為內華達州的縣份。
- 萊昂縣：西方
- 瓦肖縣：西北方
- 潘興縣：北方
- 蘭德縣：東方
- 奈縣：東南方
- 米納勒爾縣：南方

### 國家保護區
- 法倫國家野生動物保護區（英语：Fallon National Wildlife Refuge）
- 斯蒂爾沃特國家野生動物保護區（英语：Stillwater National Wildlife Refuge）

## 人口
| 调查年             | 人口   | 备注 | %±     |
| ------------------ | ------ | ---- | ------ |
| 1870               | 196    |      | —      |
| 1880               | 479    |      | 144.4% |
| 1890               | 703    |      | 46.8%  |
| 1900               | 830    |      | 18.1%  |
| 1910               | 2,811  |      | 238.7% |
| 1920               | 4,649  |      | 65.4%  |
| 1930               | 5,075  |      | 9.2%   |
| 1940               | 5,317  |      | 4.8%   |
| 1950               | 6,161  |      | 15.9%  |
| 1960               | 8,452  |      | 37.2%  |
| 1970               | 10,513 |      | 24.4%  |
| 1980               | 13,917 |      | 32.4%  |
| 1990               | 17,938 |      | 28.9%  |
| 2000               | 23,982 |      | 33.7%  |
| 2010               | 24,877 |      | 3.7%   |
| [ 8 ] [ 9 ] [ 10 ] |        |      |        |

根據2000年人口普查，邱吉爾縣擁有23,982居民、8,912 住戶和6,461家庭。其人口密度為每平方英里5居民（每平方公里2居民）。本縣擁有9,732 間房屋单位，其密度為每平方英里2間（每平方公里1間）。而人口是由84.2%白人、1.6%黑人、4.78%土著、2.71%亞洲人、0.23%太平洋岛民、3.22%其他種族和3.27%混血构成。而西班牙裔或拉丁美洲人佔了人口8.66%。
在8,912住户中，有37.2%擁有一個或以上的兒童（18歲以下）、57.7%為夫妻、10.4%為單親家庭、27.5%為非家庭、22.5%為獨居、8.5%住戶有同居長者。平均每戶有2.64 人，而平均每個家庭則有3.09人。在23,982居民中，有28.9%為18歲以下、8.1%為18至24歲、28.7%為25至44歲、22.3%為45至64歲以及11.9%為65歲以上。人口的年齡中位數為35歲，女子對男子的性別比為100：100.6。成年人的性別比則為100：99.1。
本县的住戶收入中位數為$40,808，而家庭收入中位數則為$46,624。男性的收入中位數為$36,478 ，而女性的收入中位數則為$25,000，人均收入為$19,264。約6.2%家庭和8.7%人口在貧窮線以下，包括10.8%兒童（18歲以下）及7%長者（65歲以上）。